# Susanne Ljungskog
Susanne Ljungskog, född 16 mars 1976 i Halmstad, är en svensk före detta professionell cyklist som vunnit VM-guld i linjelopp 2002 och 2003.

## Karriär
Susanne Ljungskog vann linjeloppet vid världsmästerskapen i landsvägscykling 2002. Hon fick för denna prestation bragdguldet för 2002. Den regerande världsmästaren är ofta extra uppmärksammad av konkurrenterna, men trots det lyckades hon försvara sitt VM-guld 2003.
Ljungskog satsade stort på att vinna guld i OS 2004 i Aten men kom först på 33:e plats i linjeloppet. Fyra år senare i OS 2008 i Peking slutade hon på 21:a plats i linjeloppet där lagkamraten Emma Johansson vann silver. I tempoloppet slutade Ljungskog på 10:e plats. Tidigare hade hon också deltagit i OS 1996.
Ljungskog tävlade för nederländska Team Flexpoint mellan 2005 och 2007. Hon gick därefter till det italienska stallet Team Flexpoint under sju månader innan hon valde att återvända till Menikini-Selle Italia inför OS.
Den 6 maj 2010 meddelade Ljungskog att hon slutar tävlingscykla, efter att hon drabbats av blodsjukdomen hemokromatos.

## Viktiga meriter
- Världsmästare 2002, Zolder, Belgien
- Världsmästare 2003, Hamilton, Ontario, Kanada
- 1:a plats i Tour de l'Aude 2007 och 2008
- 1:a plats i Giro de Toscana 2002, 2003 och 2005
- 1:a plats i Holland Ladies Tour 2003 och 2006
- 1:a plats i Emakumeen Bira (Spanien) 2007
- EM-guld 1998
- Har vunnit fyra World Cup-tävlingar

## Stall
- 1999 The Greenery Grisley
- 2000 Farm Frites - Hartol
- 2001-2002 Vlaanden - T Interim
- 2003 Bik - Powerplate
- 2004 Team S.A.T.S.
- 2005-2007 Team Flexpoint
- 2008 Menikini-Selle Italia (till och med 25/6)
- 2008 Team Flexpoint (från och med 26/6)